# Maks Ipavec
Maks Ipavec, slovenski rimskokatoliški duhovnik in teolog, * 7. oktober 1951, Zalog pri Cerkljah.

## Življenje in delo
Maturiral je na poljanski gimnaziji v Ljubljani. Na teološki fakulteti je diplomiral leta 1976 in bil istega leta posvečen v duhovnika. Kaplan je bil v Župnija Trebnjem, pri Sv. Jakobu v Ljubljani in v župniji Videm-Dobrepolje. Župnik je bil v Begunjah pri Cerknici, Ribnici na Dolenjskem in Naklem
Občasno piše za katoliški tednik Družina, v revijo za krščansko duhovnost Božje okolje in drugod. Spisal je tudi nekaj knjižic.